# Meehania
Meehania  é um gênero botânico da família Lamiaceae

## Espécies
| - Meehania cordata - Meehania faberi - Meehania fargesii - Meehania henyri - Meehania montis-koyae | - Meehania pinetorum - Meehania pinfaensis - Meehania radicans - Meehania simplex - Meehania urticifolia |